# Escudo de armas de Misisipi

Escudo de armas de Misisipi.

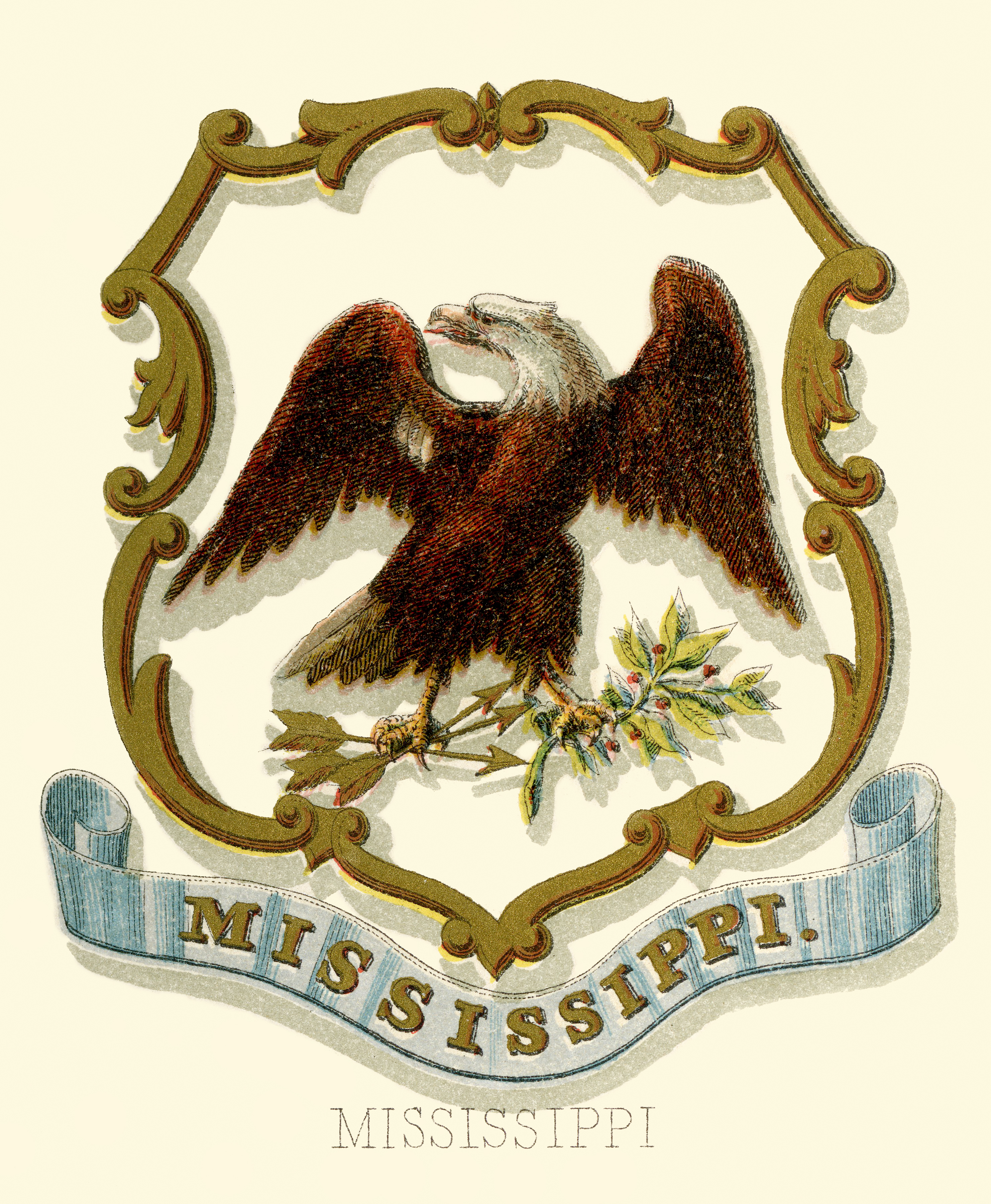
Escudo de armas del estado de Misisipí (1876).

Sello del Departamento de Transporte de Misisipi.

El Escudo de Armas de Misisipí es el símbolo oficial del estado estadounidense de Misisipí.
El comité para diseñar un escudo de armas fue designado por la acción legislativa el 7 de febrero de 1894, y el diseño propuesto fue aceptado y se convirtió en el escudo de armas oficial. El comité recomendó para el Escudo de Armas un escudete "en color azur, con un águila sobre ella con alas extendidas, sosteniendo en la garra derecha una rama de palma y un haz de flechas en la garra izquierda, con la palabra "Misisipí" por encima del águila; las letras en el escudete y el águila estarían en oro; debajo del escudete dos ramas del tallo de algodón, como en el diseño presentado, y un pergamino a continuación que se extiende hacia arriba y uno a cada lado tres cuartas partes de la longitud del escudete; en el pergamino, que será de gules, el lema impreso en letras de oro en los espacios en blanco, como en el diseño acompañado, "Virtute et armis", cuya traducción significa “Virtud y armas”.
Virtute et armis (latín:Virtud y armas) es un lema estatal de Misisipi. Podría haber sido sugerido por el lema de Lord Gray De Wilton Virtute non armis fido ("Confío en la virtud no en las armas").
Muchos sellos gubernamentales de Misisipí usan el escudo de armas del estado.
- Datos: Q5138476